# 豐勢交流道
豐勢交流道，為國道四號的交流道之一，位於臺灣臺中市豐原區，指標為17k，主要連接道路為豐勢路。 
|  | 17 豐勢 |  | 東勢 豐原 |

## 歷史
原為豐原端，是國道四號東向通車終點，於2013年6月19日國工局通過豐原潭子段環評後確定將往南延伸至潭子並銜接台74線，因此該交流道也由直接銜接台3線豐勢路的形式改建為高架通過豐勢路，並預留東豐快速道路在此交會的銜接點，交流道名稱自此改為現名。

## 鄰近公路
- 台3線
- 中80線
- 中87線

## 外部連結
- 國道四號后豐交流道、豐勢交流道示意圖 （页面存档备份，存于）（交通部高速公路局）